# Gleichmäßig bester erwartungstreuer Schätzer
Ein gleichmäßig bester erwartungstreuer Schätzer, auch kurz gleichmäßig bester Schätzer oder bester Schätzer genannt, ist ein spezieller Schätzer in der Schätztheorie, einem Teilgebiet der mathematischen Statistik. Gleichmäßig beste erwartungstreue Schätzer sind erwartungstreue Punktschätzer für ein vorgegebenes Schätzproblem, also solche ohne einen systematischen Fehler. Aufgrund der Zufälligkeit der Stichprobe streut jeder erwartungstreue Schätzer, manche jedoch weniger als andere. Gleichmäßig beste erwartungstreue Schätzer sind dann diejenigen erwartungstreuen Schätzer, die für das gegebene Problem weniger streuen als jeder weitere erwartungstreue Schätzer. Somit besitzen gleichmäßig beste erwartungstreue Schätzer die kleinste Varianz unter allen erwartungstreuen Schätzern für ein Schätzproblem. Gleichmäßig beste erwartungstreue Schätzer sind damit „gute“ Schätzer in dem Sinne, als dass sie sowohl keinen systematischen Fehler aufweisen, als auch dass ihr geschätzter Wert im Schnitt näher an dem zu schätzenden Wert liegt als bei allen anderen erwartungstreuen Schätzern. Allerdings kann es verzerrte Schätzer geben, die bzgl. der mittleren quadratischen Fehlers gleichmäßig besser sind als ein gleichmäßig bester erwartungstreuer Schätzer, siehe z. B. den James-Stein-Schätzer
Es findet sich auch die Bezeichnung varianzminimierender Schätzer oder gleichmäßig minimaler Schätzer. Manche Autoren verwenden auch die aus dem Englischen übernommene Bezeichnung UMVUE-Schätzer oder UMVU-Schätzer als Abkürzung für Uniformly Minimum Variance Unbiased Estimator.

## Definition
Gegeben sei ein statistisches Modell {\displaystyle (X,{\mathcal {A}},P_{\vartheta }\,\colon \vartheta \in \Theta )} sowie eine zu schätzende Parameterfunktion
{\displaystyle g:\Theta \to \mathbb {R} }.
Dann heißt ein erwartungstreuer Schätzer mit endlicher Varianz {\displaystyle S} für {\displaystyle g} ein gleichmäßig bester erwartungstreuer Schätzer für {\displaystyle g}, wenn für jeden weiteren erwartungstreuen Schätzer mit endlicher Varianz {\displaystyle T} für {\displaystyle g} gilt:
{\displaystyle \operatorname {Var} _{\vartheta }(S)\leq \operatorname {Var} _{\vartheta }(T)\quad \mathrm {f{\ddot {u}}r\;alle\;} \vartheta \in \Theta }
oder aufgrund der Erwartungstreue äquivalent dazu
{\displaystyle \operatorname {E} _{\vartheta }(S-g(\vartheta ))^{2}\leq \operatorname {E} _{\vartheta }(T-g(\vartheta ))^{2}\quad \mathrm {f{\ddot {u}}r\;alle\;} \vartheta \in \Theta }.

## Bemerkungen
Intuitiv sind gleichmäßig beste Schätzer gut zugänglich: Hat man zwei erwartungstreue Schätzer zur Hand, so würde man denjenigen für „besser“ halten, der weniger um den zu schätzenden Wert streut. Derjenige Schätzer, der in dieser Hinsicht besser als alle anderen erwartungstreuen Schätzer ist, ist dann der gleichmäßig beste Schätzer.
Mathematisch existieren jedoch folgende Probleme:
- Im Allgemeinen muss kein gleichmäßig bester Schätzer existieren.
- Selbst wenn ein gleichmäßig bester Schätzer existieren sollte, so ist nicht ersichtlich, wie man ihn findet.
- Ist ein erwartungstreuer Schätzer gegeben, so ist es problematisch herauszufinden, ob dieser ein gleichmäßig bester Schätzer ist. Problem ist hierbei, dass die Menge der erwartungstreuen Schätzer, mit denen er verglichen werden muss, sich nur schwer präzisieren lässt.

## Wichtige Aussagen
Zentrale Aussagen bezüglich gleichmäßig besten Schätzern sind:
- Der Satz von Rao-Blackwell: Ein Schätzer lässt sich durch die Bedingung auf eine suffiziente Statistik verbessern, sprich seine Varianz verringert sich.
- Der Satz von Lehmann-Scheffé: für erwartungstreue Schätzer liefert die Vorgehensweise des Satzes von Rao-Blackwell unter der Zusatzvoraussetzung der Vollständigkeit einen gleichmäßig besten Schätzer.
- Die Cramér-Rao-Ungleichung: Sie liefert bei regulären statistischen Modellen eine Abschätzung für die Varianz von erwartungstreuen Schätzern und ermöglicht somit die Angabe einer unteren Schranke für die Varianz. Ist die Varianz eines erwartungstreuen Schätzers diese untere Schranke, so ist er ein gleichmäßig bester Schätzer.
- Für die Exponentialfamilie lassen sich beste Schätzer direkt durch die zugrunde liegende Statistik angeben.

## Kovarianzmethode
Die Kovarianzmethode liefert eine Möglichkeit, mittels der Kovarianz gleichmäßig beste Schätzer zu konstruieren oder für einen gegebenen Schätzer zu überprüfen, ob er ein gleichmäßig bester Schätzer ist.
Ist nämlich ein erwartungstreuer Schätzer mit endlicher Varianz {\displaystyle T} gegeben, so ist {\displaystyle T} genau dann ein gleichmäßig bester erwartungstreuer Schätzer, wenn für jeden Null-Schätzer {\displaystyle N}
{\displaystyle \operatorname {Cov} _{\vartheta }(T,N)=0\quad \mathrm {f{\ddot {u}}r\;alle\;} \vartheta \in \Theta }
gilt. Allgemeiner lässt sich die Kovarianzmethode auf jeden linearen Unterraum der Schätzfunktionen anwenden. Ist also {\displaystyle {\mathcal {L}}} solch ein linerear Unterraum und {\displaystyle D_{g}} die Menge der erwartungstreuen Schätzer mit endlicher Varianz und {\displaystyle D_{0}} die Mengen der Null-Schätzer und gilt für ein {\displaystyle T\in D_{g}\cap {\mathcal {L}}} die Aussage
{\displaystyle \operatorname {Cov} _{\vartheta }(T,N)=0\quad \mathrm {f{\ddot {u}}r\;alle\;} \vartheta \in \Theta {\text{ und alle }}N\in D_{0}\cap {\mathcal {L}}},
so ist {\displaystyle T} gleichmäßig bester Schätzer für {\displaystyle {\mathcal {L}}\cap D_{g}}.

## Verallgemeinerungen
Ist der Begriff eines gleichmäßig besten Schätzers zu stark, so kann man ihn abschwächen: anstelle dass man fordert, dass die Varianz eines Schätzers {\displaystyle T\quad \mathrm {f{\ddot {u}}r\;alle\;} \vartheta \in \Theta } kleiner ist als die Varianz eines beliebigen anderen Schätzers, fordert man nur, dass die Varianz von {\displaystyle T} für ein fixes {\displaystyle \vartheta _{0}} kleiner als die Varianz aller anderen Schätzer ist. Dies führt zum Begriff des lokal minimalen Schätzers.